# Le Chêne et le Roseau

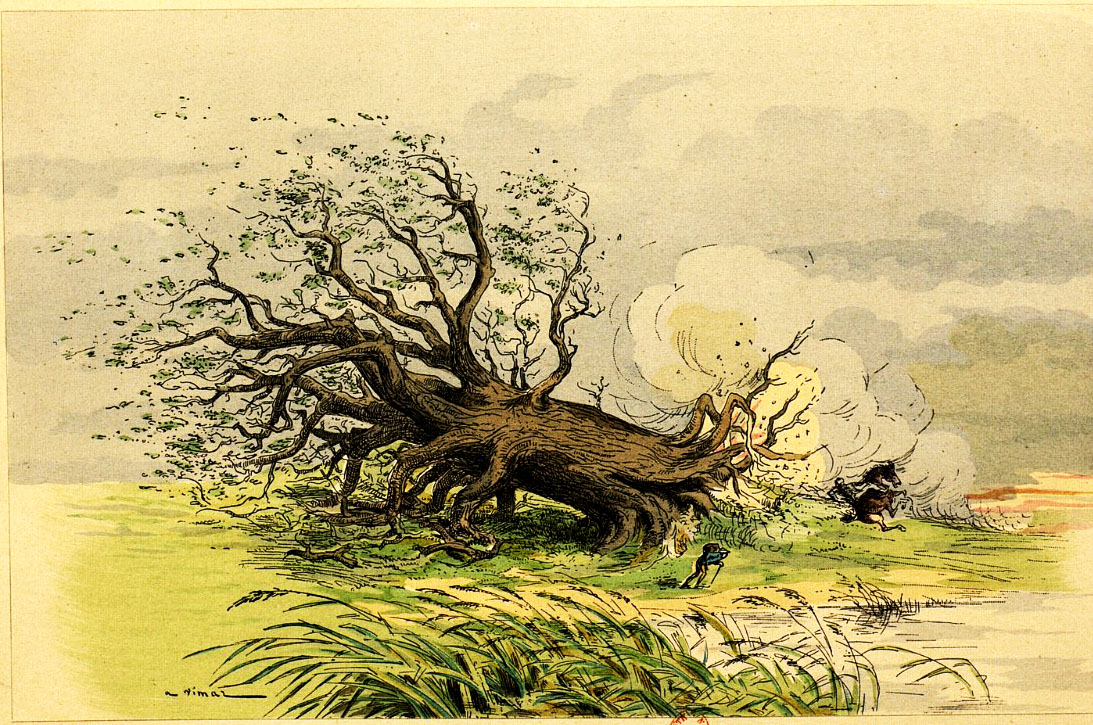
Auguste Vimar: Le Chêne et le Roseau

Le Chêne et le Roseau (deutsch: Eiche und Schilfrohr) ist eine französische Fabel von Jean de La Fontaine, geschrieben im Jahr 1668. Diese handelt von einer Eiche und einem Schilfrohr, die sich darum streiten, welcher von ihnen der Stärkere sei. Die Eiche, die zwar dem normalen Wind trotzte, unterlag jedoch dem Schilfrohr, das sich vor demselben beugte. Denn als der Wind stärker wurde, brach die Eiche, wohingegen das Schilfrohr sich nach dem Sturm wieder aufrichten konnte. Unter demselben Titel, aber mit einer etwas anderen Moral, verfasste Jean Anouilh 1973 eine Abwandlung.